# 高林南町
高林南町（たかはやしみなみちょう）は、群馬県太田市にある地名（町丁）。郵便番号は373-0827。

## 概要
沢野地区にある町丁。

## 地理

### 高林南町内の区
高林南町（沢野地区）の行政区の一覧。
| 地区     | 行政区   | 読み                   | 区域         |
| -------- | -------- | ---------------------- | ------------ |
| 沢野地区 | 高林南町 | たかはやしみなみちょう | 高林南町全域 |

### 近隣町丁
- 高林北町
- 高林西町
- 古戸町
- 高林東町
- 高林寿町

## 世帯数と人口
2022年（令和4年）3月31日現在の世帯数と人口は以下の通りである。
| 町丁     | 世帯数  | 人口   |
| -------- | ------- | ------ |
| 高林南町 | 640世帯 | 1505人 |

## 小・中学校の学区
市立小・中学校に通う場合、学区は以下の通りとなる。
| 番地             | 小学校           | 中学校           |
| ---------------- | ---------------- | ---------------- |
| 高林南町（全域） | 太田市立南小学校 | 太田市立南中学校 |

## 交通

### 鉄道
町内に鉄道は通っていない。

## 施設
- 諏訪山古墳
- クスリのアオキ高林店